# Jo Nesbø
Jo Nesbø (Oslo, 29. ožujka 1960.) je norveški pisac i glazbenik. Najpoznatiji je po kriminalističkim romanima o detektivu Harryju Holeu koji su mu donijeli brojne nagrade i svjetsku slavu. Pjevač je i tekstopisac norveškog pop-rock sastava Di Derre.

## Biografija
Jo Nesbø je rođen u Oslu, ali se njegova obitelj preselila u Molde kada je imao osam godina. Kao tinejdžer je igrao za prvoligaški nogometni klub Molde FK, ali je nakon ozljede ligamenata koljena morao odustati od nogometa. Prijavio se u vojsku i odslužio tri godine, a nakon toga se upisao na Norveško ekonomsko sveučilište (Norges Handelshøyskole) u Bergenu. Nakon diplome je radio kao neovisni novinar i burzovni mešetar. Danas živi i radi u Oslu.

## Karijera
Prvi u seriji romana o detektivu Harryju Holeu je roman Šišmiš (Flaggermusmannen) iz 1997. godine. Za taj je roman Nesbø dobio nagradu “Riverton” za najbolji norveški kriminalistički roman i nagradu “Stakleni ključ” za najbolji nordijski kriminalistički roman. Nakon ovih su uslijedile i brojne druge nagrade, od kojih je posljednja nagrada Peer Gynt “za međunarodni uspjeh i postavljanje Norveške na kartu svjetske literature”.
Osim romana o Harryju Holeu, objavio je i četiri romana za djecu u seriji o doktoru Proktoru, kao i nekoliko samostalnih romana i zbirki kratkih priča.
Prema romanu Lovci na glave (Hodejegerne) je 2011. godine u Norveškoj snimljen istoimeni film, u režiji Mortena Tylduma.

## Zanimljivosti
U travnju 2013. godine Jo Nesbø je posjetio Hrvatsku kao gost Noir festivala. Kao strastveni slobodni penjač, posjetio je s grupom prijatelja penjalište na Kalniku.

### Romani s detektivom Harryjem Holeom
- 1997. – Flaggermusmannen: Šišmiš. 2012. ISBN 9789533194356
- 1998. – Kakerlakkene: Žohari. 2012. ISBN 9789533131214
- 2000. – Rødstrupe: Crvendać. 2010. ISBN 9789533240800
- 2002. – Sorgenfri: Nemeza. 2011. ISBN 9789533243528
- 2003. – Marekors: Đavolja zvijezda. 2011. ISBN 9789533244310
- 2005. – Frelseren: Spasitelj. 2011. ISBN 9789533243276
- 2007. – Snømannen: Snjegović. 2013. ISBN 9789533132006
- 2009. – Panserhjerte: Leopard. 2013. ISBN 9789537213121
- 2011. – Gjenferd: Fantom. 2014. ISBN 9789537213282
- 2013. – Politi: Policija. 2014. ISBN 9789537213473
- 2017. – Tørst: Žeđ. 2017. ISBN 9789533490557
- 2019. – Kniv: Nož. 2019. ISBN 9789533491233
- 2022. – Blodmåne: Krvavi Mjesec. 2023. ISBN 9789533492513

### Romani s Doktorom Proktorom
- 2007. – Doktor Proktors Prompepulver: Prdoprah doktora Proktora. 2013. ISBN 9789533131740
- 2008. – Doktor Proktors Prompepulver: tidsbadekaret: Čarobna kupka doktora Proktora. 2013. ISBN 9789537213107
- 2010. – Doktor Proktor og verdens undergang. Kanskje.: Doktor Proktor i smak svijeta. Možda. 2014. ISBN 9789537213466
- 2012. – Doktor Proktor og det store Gullrøveriet.: Doktor Proktor i velika krađa zlata. 2016. ISBN 9789533490366

### Romani s Olavom Johansenom
- 2014. – Blod på snø: Krv na snijegu. 2016. ISBN 9789533490038 (roman)
- 2015. – Mere blod: Ponoćno sunce. 2016. ISBN 9789533490199 (roman)

### Ostalo
- 1999. – Stemmer fra Balkan/Atten dager i mai (dokumentarna proza)
- 2001. – Karusellmusikk (kratke priče)
- 2007. – Det hvite hotellet (roman)
- 2008. – Hodejegerne: Lovci na glave. 2012. ISBN 9789533246840 (roman)
- 2014. – Sønnen: Sin. 2015. ISBN 9789537213787 (roman)
- 2018. – Macbeth: Macbeth. 2018. ISBN 9789533490830 (roman)
- 2020. – Kongeriket: Kraljevstvo. 2020. ISBN 9789533491707 (roman)
- 2021. – Sjalusimannen og andre fortellinger: Stručnjak za ljubomoru i druge priče. 2021. ISBN 9789533492094 (zbirka priča)
- 2021. – Rotteøya og andre fortellinger: Otok štakora i druge priče. 2022. ISBN 9789533492179 (zbirka priča)
- 2023. – Natthuset: Kuća noći. 2024. ISBN 9789533492926 (roman)
- 2024. – Kongen av Os: Kralj Osa. 2024. ISBN 9789533493091 (roman)

## Vanjske poveznice

### Sestrinski projekti
|  | Zajednički poslužitelj ima još gradiva o temi Jo Nesbø |

### Mrežna sjedišta
- (engl.) Jo Nesbø - službena stranica
- (engl.) Službena stranica za UK